# Comuna Värmdö
Värmdö (Värmdö kommun) este o comună din comitatul Stockholms län, Suedia, cu o populație de 39.784 locuitori (2013).

## Geografie

### Zone urbane
Lista celor mai mari zone urbane din comună (anul 2015) conform Biroului Central de Statistică al Suediei:
| Nr | Zona urbană                     | Pop.   |
| -- | ------------------------------- | ------ |
| 1  | Gustavsberg                     | 20.774 |
| 2  | Strömma                         | 2.468  |
| 3  | Fågelvikshöjden                 | 2.302  |
| 4  | Kopparmora                      | 2.280  |
| 5  | Stavsnäs                        | 1.784  |
| 6  | Djurö                           | 1.442  |
| 7  | Långvik                         | 1.206  |
| 8  | Brunn                           | 1.180  |
| 9  | Norra Ingaröstrand și Skälsmara | 791    |
| 10 | Lugnet och Skälsmara            | 723    |

## Demografie
| \| Evoluția demografică în comuna Värmdö, 1970–2015 \| Evoluția demografică în comuna Värmdö, 1970–2015 \| Evoluția demografică în comuna Värmdö, 1970–2015 \| Evoluția demografică în comuna Värmdö, 1970–2015 \| Evoluția demografică în comuna Värmdö, 1970–2015 \| \| ----------------------------------------------------------------------------------------------------- \| ------------------------------------------------ \| ------------------------------------------------ \| ------------------------------------------------ \| ------------------------------------------------ \| \| An \| \| \| Locuitori \| \| \| 1970 \| 1970 \| \| 12882 \| 12882 \| \| 1975 \| 1975 \| \| 16050 \| 16050 \| \| 1980 \| 1980 \| \| 17846 \| 17846 \| \| 1985 \| 1985 \| \| 19173 \| 19173 \| \| 1990 \| 1990 \| \| 22067 \| 22067 \| \| 1995 \| 1995 \| \| 26548 \| 26548 \| \| 2000 \| 2000 \| \| 31260 \| 31260 \| \| 2005 \| 2005 \| \| 34933 \| 34933 \| \| 2010 \| 2010 \| \| 38301 \| 38301 \| \| 2015 \| 2015 \| \| 41107 \| 41107 \| \| Sursa: SCB - Statistika Centralbyrån, Folkmängd efter region, civilstånd, ålder och kön. År 1968–2016 \| \| \| \| \| |      |  |           |       |
| Evoluția demografică în comuna Värmdö, 1970–2015 |      |  |           |       |
| An |      |  | Locuitori |       |
| 1970 | 1970 |  | 12882     | 12882 |
| 1975 | 1975 |  | 16050     | 16050 |
| 1980 | 1980 |  | 17846     | 17846 |
| 1985 | 1985 |  | 19173     | 19173 |
| 1990 | 1990 |  | 22067     | 22067 |
| 1995 | 1995 |  | 26548     | 26548 |
| 2000 | 2000 |  | 31260     | 31260 |
| 2005 | 2005 |  | 34933     | 34933 |
| 2010 | 2010 |  | 38301     | 38301 |
| 2015 | 2015 |  | 41107     | 41107 |
| Sursa: SCB - Statistika Centralbyrån, Folkmängd efter region, civilstånd, ålder och kön. År 1968–2016 |      |  |           |       |